# Castra ad Fluvium Frigidum
Castra ad Fluvium Frigidum en français : « la Forteresse de la rivière froide », appelé plus simplement Castra (slovène : Kastra), noté comme mutatio Castra dans l'itinéraire de l'anonyme de Bordeaux, en 333.

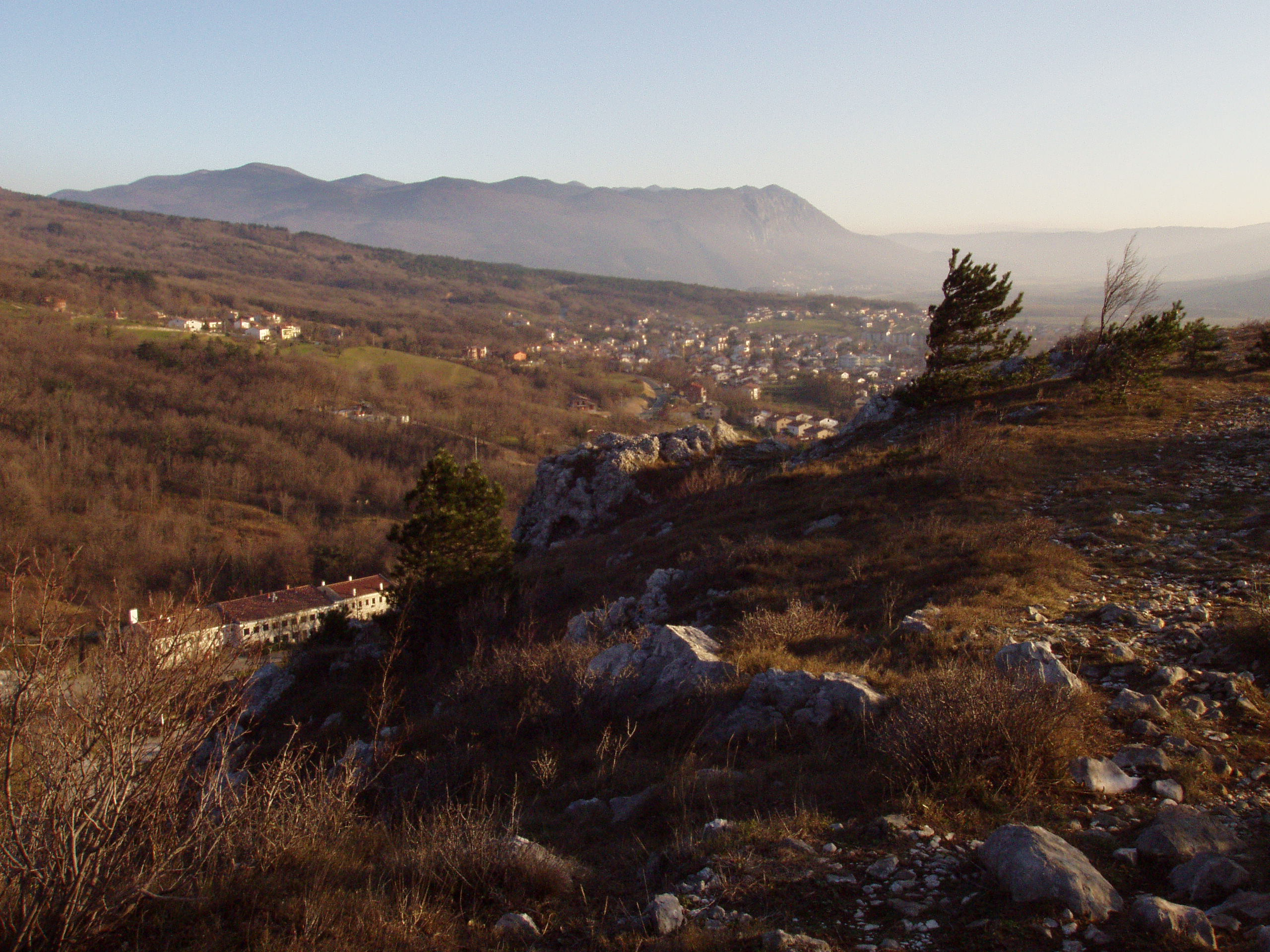
La vallée de Vipava avec vue sur Ajdovščina

C'était un fort romain (castrum) qui constituait le centre de la Claustra Alpium Iuliarum, le système de défense romain discontinu composé de murailles et de tours qui s'étendait de la Carinthie, en Autriche, jusqu'à la chaîne de montagnes d'Učka  en Croatie. C'est sur ce lieu que se développa Ajdovščina, au Moyen Âge.
La forteresse a été construite sur l'emplacement d'une ancienne colonie romaine à côté du confluent de la rivière Hubelj (Fluvio Frigido) et du ruisseau Lokavšček dans la vallée de Vipava (dans le sud-ouest de la Slovénie), le long de la voie romaine (Via Gemina) qui allait d'Aquilée à Emona, puis Poetovio au début des années 270.  
Le fort disposait d'un contingent et d'un commandement militaires permanents. Dans les sources anciennes, il est lié à la bataille du Frigidus, entre l'armée de l'empereur d'Orient Théodose Ier et l'armée du souverain romain d'Occident, l'usurpateur Eugenius, en 394 ; il n'a eu cependant qu'un rôle marginal, car il n'a probablement été utilisé que pour le campement de l'infanterie d'Eugenius. Il a été représenté dans le registre du Ve siècle Notitia Dignitatum. Il fut démoli par Attila, lors d'une invasion des Huns, en 451. 
La forteresse a la forme d'un polygone irrégulier composé d'une muraille défensive (appelée en slovène Boštajna) et de quatorze tours rondes. Sa longueur était de 220 m, sa largeur de 160 m et son périmètre complet était de 600 m. Le mur avait une épaisseur de 3,4 m. 
Sept tours et une partie de la muraille existent encore aujourd’hui. Un fossé de 3 m de large entourait la forteresse. 
Les tours, qui ont des fondations carrées, mesuraient au moins 6 m de hauteur. Le diamètre extérieur des tours est de 9 à 9,6 m, le diamètre intérieur inférieur à 3 m. Les distances entre les tours varient, de 28 à 55 m, le plus souvent entre 30 et 34 m. 
L'entrée du castrum était du côté ouest. L'intérieur du fort est mal connu en raison de modifications ultérieures, de démolitions et de constructions plus récentes. 
Des recherches archéologiques approfondiesont été menées sur le site. En plus des ruines déjà connues, on a trouvé plusieurs urnes et tombes, des bains romains plus petits avec un caldarium ; et, en septembre 2016, la onzième tour défensive a été découverte. 
Compte tenu des distances depuis Aquileia, une ville étape mansio manque avant la mansio Longatico (Logatec) qui suit. En effet, les trois stations (Ad Undecimum, Ad Fornolus et Castra) sont déclarées comme Mutatio. Ce ne peut être que Castra, car le fort Ad Pirum est trop proche de Logatec et bien trop loin d’Aquileia. 

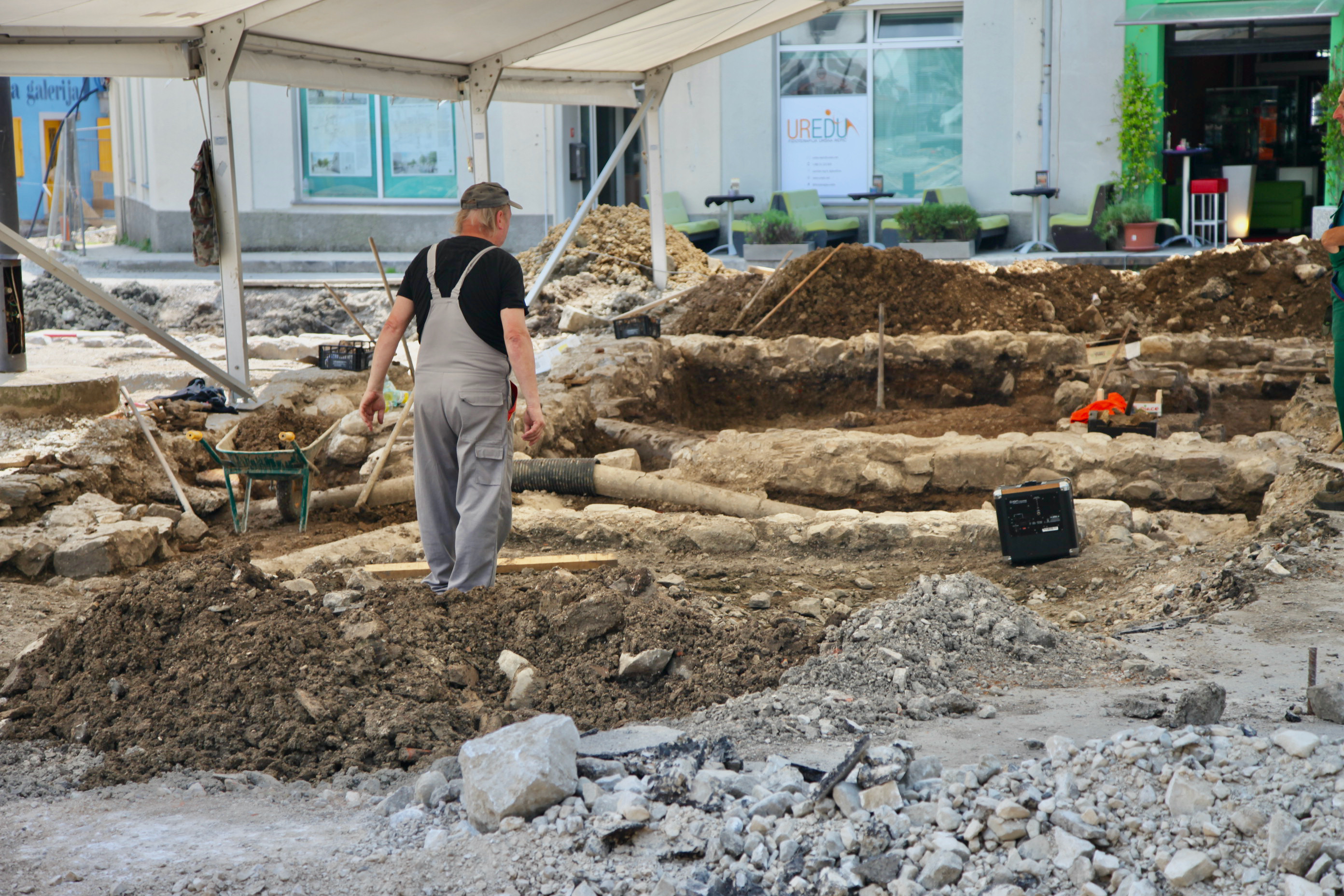
Des travaux considérables ont été entrepris sur la place centrale pour mettre en évidence l’ancien habitat